# Бонифасио, Андрес

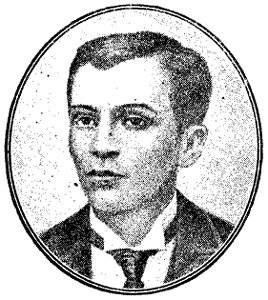
Бонифасио, Андрес

Андре́с Бонифа́сио-и-де-Ка́стро (исп. Andrés Bonifacio y de Castro; 30 ноября 1863, Тондо, Манила — 10 мая 1897, Марогондон, провинция Кавите) — один из главных деятелей Филиппинской революции, военнослужащий, поэт, масон, президент Тагалогской республики.

## Биография
Родился в семье отца-испанца и матери-метиски; в 1881 году мать умерла от туберкулёза, через год за ней последовал отец. Бонифасио работал в британской фирме в Маниле, где ознакомился с произведениями Хосе Рисаля, в 1892 году вступил в основанную Рисалем Филиппинскую лигу. Кроме того, известно, что Бонифасио был масоном.
После того, как Рисаль был арестован, Филиппинская лига фактически перестала функционировать. 7 июля 1892 года Бонифасио возглавил более радикальную организацию Катипунан, целью которой было освобождение Филиппин.
После того, как в августе 1896 года началась Филиппинская революция, Бонифасио некоторое время был её признанным лидером. Но после начала революции Бонифасио не удалось выиграть ни одной битвы против испанцев, в то время как в провинции Кавите выдвинулся другой, более успешный военный лидер — генерал Эмилио Агинальдо. Вскоре революционное движение разделилось на сторонников Агинальдо и Бонифасио, большинство последних относились к низшим классам. Противостояние завершилось 22 марта 1897 года, когда на выборах революционного правительства лидером был избран Агинальдо. Бонифасио с небольшим числом сторонников отказался признать лидером Агинальдо, но был арестован по приказу Агинальдо и казнён 10 мая 1897 года.
Бонифасио являлся автором большого числа стихотворений, в основном патриотических.
Его второй женой была Грегория де Хесус. 

## Память

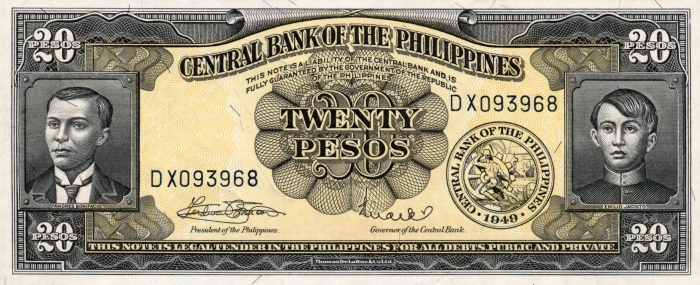
Изображение Эмилио Хасинто и Андреса Бонифасио на филиппинской банкноте в 20 песо (1949—1969)

Сегодня Андрес Бонифасио считается национальным героем Филиппин; 30 ноября — его день рождения — ежегодно празднуется как День Бонифасио, он изображён на филиппинских 5- и 20-песовых банкнотах и монете, ему посвящено большое число памятников.